# Harmony (Minnesota)
Harmony è una città degli Stati Uniti d'America, situata in Minnesota, nella contea di Fillmore.